# Imagawa Yoshimoto
Imagawa Yoshimoto (今川 義元, 1519 – 1560) foi um daimyo do período Sengoku no Japão. Estabelecido na província de Suruga, foi um dos três daimyo que dominaram a região de Tokaido .

## Começo de vida e sucessão
Yoshimoto nasceu em 1519, terceiro filho de Imagawa Ujichika. do Clã Imagawa, um ramo do Clã Minamoto, que se considera descendente do Imperador Seiwa (850-880). Como não era o primogênito, era inelegível para herdar a liderança diretamente de seu pai. Como resultado, o jovem foi enviado para um templo onde seu nome foi mudado para Baigaku Shōhō (梅岳承芳). O conflito de sucessão se iniciou quando seu irmão mais velho Imagawa Ujiteru repentinamente morreu em 1536. Seu meio-irmão mais velho, Genkō Etan (玄広恵探), tentou tomar a herança mas o clã se dividiu em duas facções. A facção de Yoshimoto exigiu que, desde que a mãe de Yoshimoto era consorte de Ujichika, ele era o herdeiro legítimo. A facção de Genkō Etan faction, que, desde que ele era o mais velho, era ele o legítimo herdeiro. A mãe de Genkō Etan era uma concubina e membro da família Kushima, mas eles foram derrotados e mortos no Conflito Hanagura (花倉の乱, Hanagura-no-ran). Baigaku Shōhō mudou de nome para Yoshimoto e sucedeu ao clã.

## Campanhas

Símbolo de do Clã Imagawa

Depois de suceder à liderança da família, casou-se com a irmã de Takeda Shingen da Província de Kai. Isso permitiu estabelecer uma aliança com Takeda. Logo depois, Yoshimoto lutou contra Hōjō da Província de Sagami. Começando em 1542, Yoshimoto iniciou o avanço à Província de Mikawa, num esforço para combater a crescente influência deOda Nobuhide naquela região. Nas campanhas ao longo das décadas seguintes, Yoshimoto tomou controle de uma vasta área incluindo as províncias de Suruga, Totomi e Mikawa.
Em 1552, o filho de Shingen, Takeda Yoshinobu, casou-se com a filha de Yoshimoto. Yoshimoto e o Clã Hojo alcançaram um acordo de paz em 1554, com o casamento do filho de Yoshimoto, Ujizane, com a filha de Hōjō Ujitsuna. Em 1558, Yoshimoto deixou os negócios políticos do clã nas mãos de Ujizane, para focar-se no avanço, em direção ao oeste, dentro de Mikawa.

## Batalha de Okehazama e morte

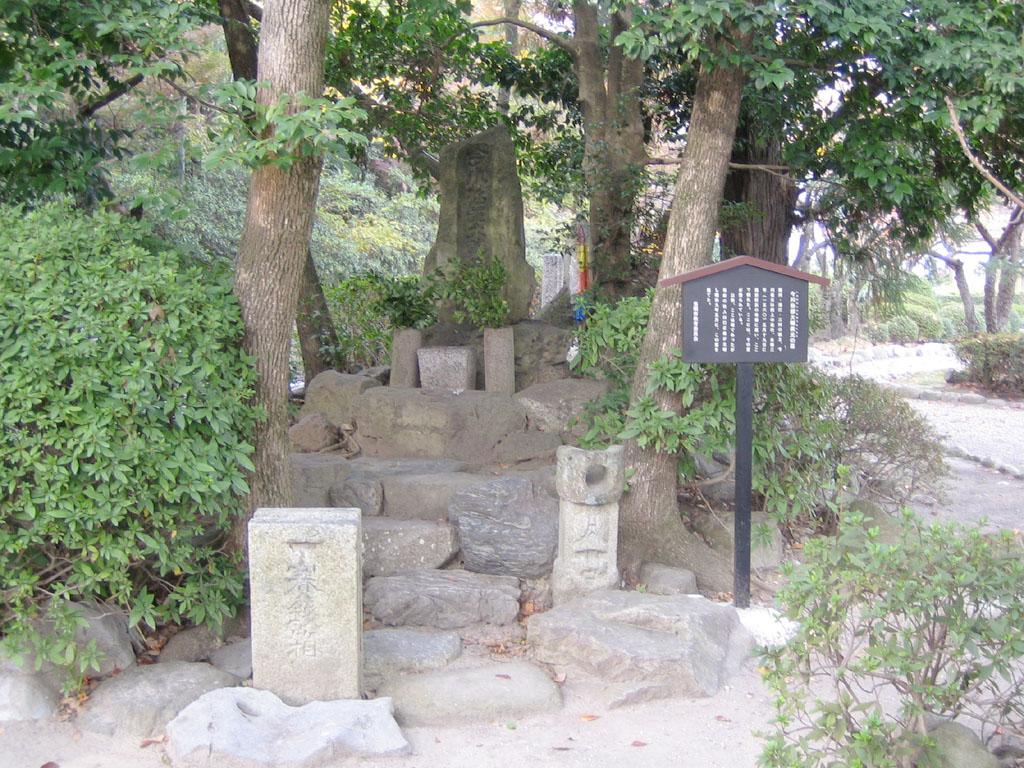
Túmulo de Yoshimoto em Okehazama

No verão de 1560, depois de formar uma tríplice aliança com Takeda e Hōjō, Yoshimoto seguiu para a capital com Tokugawa Ieyasu (então conhecido como Matsudaira Motoyasu) de Mikawa na vanguarda. Apesar de ter uma força de 25 000, Yoshimoto deliberadamente anunciou que tinha 40 000 homens. Apesar dessa declaração ter causado medo em muitas facções, Oda Nobunaga da Província de Owari não se deixou enganar. (Algumas fontes sustentam a estimativa de 40 000.)
Com muitas vitórias, o exército de Yoshimoto estava abaixando a guarda, celebrando com música e sake. Um ataque surpresa do exército de Oda, de 3 000 homens, seguido de um temporal deixou o exército de Yoshimoto em completa desordem. Dois samurais de Oda (Mōri Shinsuke e Hattori Koheita) emboscaram o exército de Imagawa e mataram Yoshimoto, na vila de Dengakuhazama.
Imagawa Ujizane sucedeu à liderança da família depois da morte de Yoshimoto, mas o clã já não tinha o poder. Ujizane foi posteriormente convocado por Tokugawa Ieyasu e tornou-se kōke na administração do Clã Tokugawa. A sobrinha de Yoshimoto foi a Senhora Tsukiyama, esposa de Tokugawa Ieyasu.
Yoshimoto tem vários túmulos; seu corpo foi enterrado em Daisei-ji, um templo na cidade de Toyokawa, na atual Aichi Prefecture.